# Szpital Betlejem w Łodzi
Szpital Betlejem w Łodzi (także „Bethleem”, niem. Das Krankenhaus „Bethleem”) – dawny szpital w Łodzi przy ul. M. Skłodowskiej-Curie 15/17, działający w latach 1905–1979. Obiekt jest wpisany do gminnej ewidencji zabytków.

## Historia
Budynek szpitala powstał w 1905 przy dawnej ul. Podleśnej 15/17 (ob. ul. M. Skłodowskiej-Curie 15/17). Początkowo funkcjonował w nim prywatny szpital ginekologiczno-położniczy Betlejem, założony przez lekarzy: Edwarda Mittelstaedta, Adolfa Tochtermanna, Ignacego Wattena, Tadeusza Zborowskiego i Ryszarda Skibińskiego. Obiekt został przejęty przez Kościół baptystów. W okresie 20-lecia międzywojennego szpital miał aparat rentgenowski. W okresie okupacji niemieckiej obiekt stanowił szpital dla Niemek. Od 1945 szpital należał do miasta Łodzi. Ulokowano w nim wówczas klinikę Ginekologiczno-Położniczą im. Marii Skłodowskiej-Curie Akademii Medycznej, która funkcjonowała do 1979. Następnie w budynku utworzono Zespół Opieki Zdrowotnej Łódź-Polesie, Przychodnia nr 31.